# 西村肇
西村 肇（にしむら はじめ、1933年1月3日 - 2024年11月17日）は、日本の化学者、東京大学名誉教授。研究工房シンセシス主宰。

## 来歴
東京生まれ、満洲育ち。1946年引き揚げ。1957年東京大学工学部機械工学科卒業。1959年同大学院化学工学科修士課程修了。航空宇宙技術研究所勤務。1965年工学博士。1966年東大工学部化学工学科助教授、1980年教授。1993年定年退官、名誉教授。
2001年『水俣病の科学』で毎日出版文化賞受賞。業界の圧力で公害研究をやめさせられ、遺伝子工学を研究していた時期があると言っている。

## 著書
- 『裁かれる自動車』1976　中公新書
- 『環境と経済を含めた総合アセスメント 沿岸埋立てによる流域下水道建設計画の実例』武蔵野書房、1980.わかりやすい環境アセスメントシリーズ
- 『冒険する頭 新しい科学の世界』筑摩書房、1983.ちくま少年図書館
- 『サバイバル英語のすすめ』1995.ちくま新書
- 『古い日本人よさようなら 個人として生きるには』本の森、1999
- 『見えてきたガンの正体』1999.ちくま新書
- 『ゲノム医学入門』日本評論社、2003
- 『日本破産を生き残ろう』日本評論社、2003
- 『人の値段考え方と計算』講談社、2004
- 『物理学者が発見した米国ユダヤ人キリスト教の真実 技術・科学と人間と経済の裏面』本の森、2011

## 共著
- 『化学プロセス工学』矢木栄共著.丸善、1969.化学工学講義シリーズ
- 『水俣病の科学』岡本達明共著.日本評論社、2001

## 翻訳
- ヴァン・デァ・リン『トイレットからの発想 人と自然をよみがえらせる法』小川彰共訳.講談社、1980.ブルーバックス